# منتخب بورتوريكو لكرة اليد للسيدات
منتخب بورتوريكو لكرة اليد للسيدات هو الممثل الرسمي لبورتوريكو في رياضة كرة اليد. شارك في بطولة العالم لكرة اليد للسيدات مرة واحدة وكانت تلك المشاركة في سنة 2015، حقق فيها المركز العشرون. شارك في بطولة بان أميركان لكرة اليد للسيدات مرتين وكانت المشاركة الأولى في سنة 1991، كان أفضل مركز له فيها هو الرابع.